# Kullasläkten
Kullasläkten är en släkt som härstammar från Kullagården på Kullaberg i Brunnby socken i Höganäs kommun. 
Släktens anfader, Nils Trulsson, föddes omkring 1658 i Svinabäck (nu Svanebäck) i Väsby socken. Han dog mellan 1736 och 1737 på Kullagården som hans far Truls Andersson år 1672 hade övertagit på livstid. Bland bevarade handlingar vid Tullstaten finns ett kontrakt upprättat 1694 för Nils Trulsson gällande uppsynings- och fyringstjänsten vid Kullens fyr.
Nils Trulsson var gift första gången med Marna Niklasdotter, död mellan 1693 och 1694 med vilken han hade följande barn:
1. Kristina Nilsdotter (c1687-1765)
2. Karna Nilsdotter (c1690-1766)
3. Anna Nilsdotter (c1693-1738)

I sitt andra äktenskap med Kristina Andersdotter (c1670-1743) fick han följande barn:
1. Marna Nilsdotter (c1697/1709-1757)
2. Truls Nilsson (c1699-1776)
3. Inger Nilsdotter (c1701-1760)
4. Anders Nilsson Kullenberg (c1705-1772)
5. Rigel Nilsdotter (c1709-1781)
6. Boel Nilsdotter (c1708-1794)
7. Kristina Nilsdotter (c1709-1781)
8. Sissa Nilsdotter (c1713-1774)
9. Nils NIlsson (1715-1775)
10. Hans Nilsson (c1718-1783)

I dag (2021) räknar men med att det finns cirka 80 000 ättlingar världen över till denna släkt.
Ulf Kristersson (M) och Björn Söder (SD) är ett par av de kända personer som härstammar från denna släkt.